# Leve Retina
Leve Retina fue la primera revista argentina editada en soporte informático dedicada a la ficción y la poesía.
La revista tuvo 13 números, desde junio de 1994 a diciembre de 1995. Dirigida por Federico Joselevich Puiggrós, contó con colaboraciones de muchos autores con distinto éxito posterior. Marcelo Alonso, Federico Novick, Florencia Abbate, Matias Giovannini, Federico Firpo Bodner, Juan Livingston, Hernando Tejedor y Analía Zygier entre otros, fueron partícipes de la misma.
La revista fue producto de una serie de largas conversaciones en el área de echomail de Literatura de Fidonet Argentina, así como de discusiones en las áreas internas del BBS Carreteras del Viento.
El nombre de la revista fue tomado de un poema homónimo de Arturo Carrera.